# روکا پریورا
روکا پریورا (به ایتالیایی: Rocca Priora) یک کومونه در ایتالیا است که در استان رم واقع شده‌است.

## خصوصیات
روکا پریورا ۲۸ کیلومترمربع مساحت و ۱۱٬۸۵۹ نفر جمعیت دارد و ۷۶۸ متر بالاتر از سطح دریا واقع شده‌است.

## خواهرخوانده
شهر Sohland an der Spree خواهرخواندهٔ روکا پریورا هست.